# Emma van Lesum

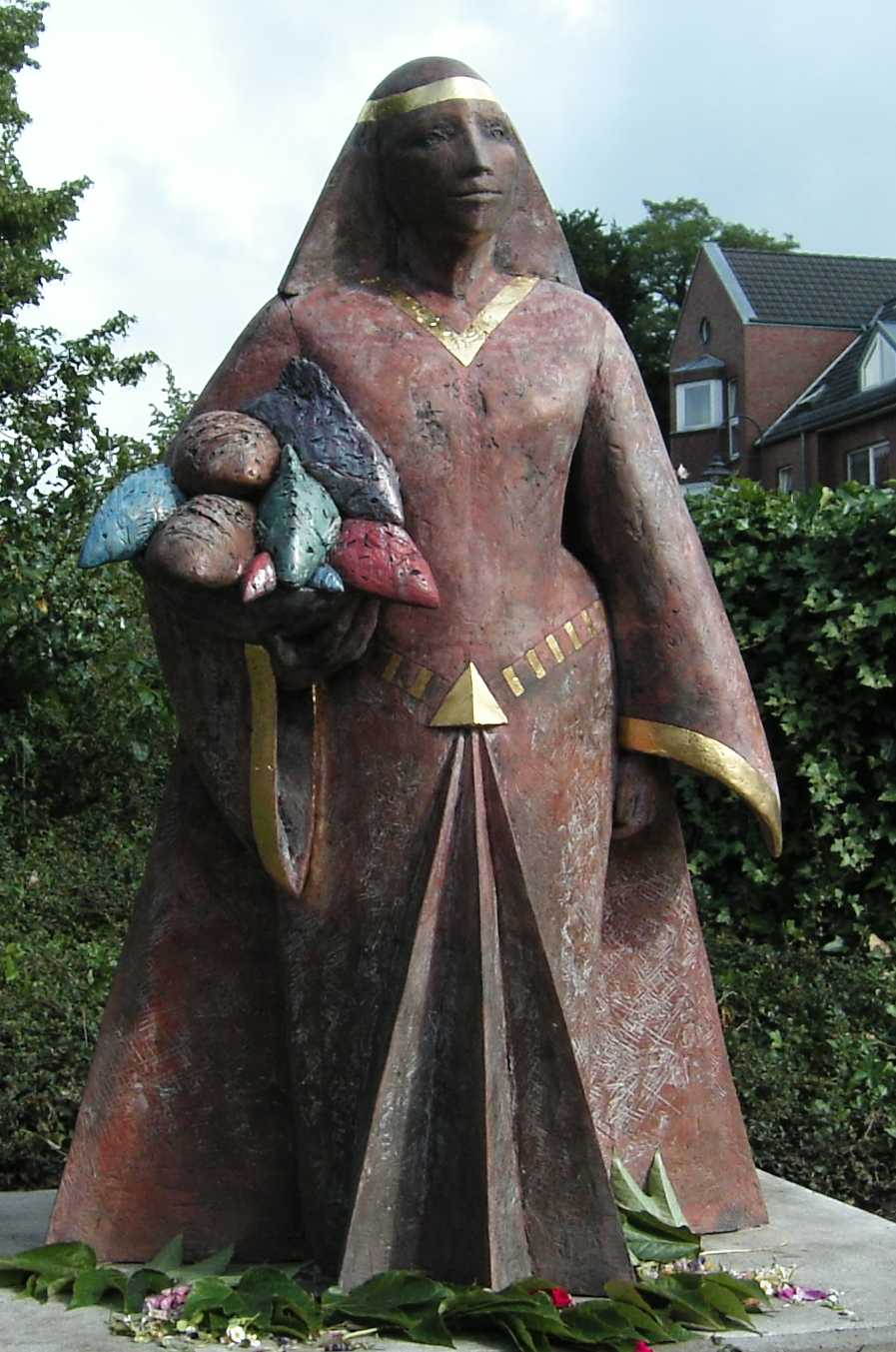
Emma van Lesum

De heilige Emma van Lesum of Emma van Stiepel, ook Hemma en Imma (ca. 975/980 - 3 december 1038) was een volksheilige die vereerd werd om haar goede werken.
Emma stamde uit de adellijke Saksische familie van de Immedingen, vermoedelijk afstammelingen van Widukind. Emma was waarschijnlijk de zuster van Meinwerk, bisschop van Paderborn, en daarmee de dochter van graaf Immed IV uit het bisdom Utrecht en Adela van Hamaland.
Emma huwde met Liudger, zoon van de Saksische hertog Herman Billung en broer van Bernhard I van Saksen. Keizer Otto III schonk graaf Liudger in 1001 een hof in Stiepel (thans Bochum-Stiepel) in zijn ambtsgebied in de gouw Westfalen. Emma schonk deze hof later aan de kerk van Bremen. Volgens een vervalste oorkonde zou Emma in 1008 de kerk van Stiepel hebben gesticht, gewijd aan de Maagd Maria.
Na de dood van haar echtgenoot trok Emma zich terug op haar landgoed in Lesum (thans Bremen-Burglesum) en steunde de kathedraal van Bremen, waar haar verwant Unwan aartsbisschop was. Zij schonk het kathedraal-kapittel haar eigendom en kerk in Stiepel. Zij stichtte vele kerken in de omgeving van Bremen en was bezorgd om de armen.
Volgens sommige historici was Imad, bisschop van Paderborn in 1051, een kind van Emma en Liudger. Volgens Adam van Bremen had Emma in elk geval een dochter; haar naam is echter niet bekend.
Emma werd als heilige vereerd, zonder dat er aanwijzingen zijn voor een formele zalig- of heiligverklaring. Zij werd begraven in de kathedraal van Bremen. Haar feestdag is op 3 december en volgens sommige bronnen op 19 april. Toen haar graftombe geopend werd, was haar lichaam tot stof vergaan, behalve haar hand waarmede zij giften ronddeelde. Deze relikwie werd bijgezet in de abdij van Sint-Ludgerus in de abdij van Werden.